# 페이퍼맨 (비디오 게임)
페이퍼맨(PaperMan)은 싸이칸 엔터테인먼트에서 개발하고 한게임에서 배급했던 온라인 1인칭 슈팅 게임이다. 기존의 카운터 스트라이크처럼 게이머가 조종하게 되는 캐릭터가 군인이나 경찰이 아닌, 귀여운 종이인형 캐릭터 '페이퍼 돌'인 것이 특징이다. 서비스했던 회사는 (주)플레이넥스트코리아이다.

## 진행과 방식
종이로 이루어진 페이퍼 돌은 맞으면 구멍이 뚫리고 폭발물에 종이조각이 되고, 소이탄에 불타거나 강한 충격으로 공중에 날려 속수무책으로 당할 수 있다. 경우에 따라, 이미 맞아서 생긴 구멍을 통해 탄환이 통과하여 뒤에 있는 다른 캐릭터를 맞기도 한다. 게임에서 상대방을 제압할 때마다 훈장 모양의 명예 포인트 게이지가 오르면서 게임머니인 쪽의 양과 맵에 놓인 아이템도 달라지는데, 가장 높은 10단계에 도달했다고 해서 멈추지 않고 다시 1단계로 돌아가 다시 오른다.
8개의 정식 모드 와 2개의 비 정식모드가 있었고 각 모드에서 맵은 규모에 따라 수용할 수 있는 인원이 달라지지만, 최대 16명까지 즐길 수 있도록 디자인되었다.
- 폭탄 설치 모드 - 기본적으로 상대편을 전멸시키면 이기지만, 폭발물을 설치하는 편에서 특정 위치나 목표물에 폭발물을 설치하거나 폭발물을 해제하는 편에서 설치하지 못하도록 막는 것이 목적이다.
- 개인/팀 서바이벌 모드 - 개인 또는 단체 단위로 상대편을 사살하여 정해놓은 점수까지 도달했을 때 게임이 끝나며 기본적으로 데스매치 방식을 따른다.
- 팀 데스매치 - 죽더라도 리스폰되지 않으며 상대편이 전멸하면 이긴다.
- 팀 스틸 모드 - 깃발뺏기 방식을 따르되, 깃발 대신 물감을 뺏어오면 점수를 얻을 수 있다.
- 펄프 모드 - 맵의 특정 지역에 생성되는 펄프를 많이 획득하는 팀이 폭주상태인 무적모드로 변하여 상대팀을 잡으러 다닐 수 있는 모드(술래잡기와 비슷하다)
- 점령 모드 - 제한시간 내에 3군데의 점령지를 점령하는 모드로 폭파모드처럼 공격과 방어로 나뉘어 번갈아 가며 플레이 하는 방식이다.
- AI 멀티 모드 - 기존의 싱글 AI 모드를 4인이 함께 플레이 할 수 있는 AI 멀티 모드이고 제한 시간내에 클리어하는 것이 목표다.
- 연습모드 - 승/패, 킬/데스의 기록이 남지 않으며, 죽은 즉시 리스폰이 될 수 있는 모드이다.
- 채팅모드 - 일종의 커뮤니티 방으로 유저들이 대화를 나누고 캐릭터의 이모션을 즐길 수 있는 모드다.

## 연혁
지스타 2005에서 그라비티의 신작으로 첫 선을 보이면서 가진 기자간담회에서 2006년 상반기에 오픈 베타 서비스를 실시할 예정을 발표하였다. 그러나, 그라비티가 소프트뱅크에 매각되면서 판권 문제로 로시오에 넘어갔고, 2006년 4월 싸이칸 엔터테인먼트가 설립되면서 로시오로부터 지적재산권과 판권을 인수하여, 2007년 6월 14일 오픈 베타 서비스와 한게임을 통해 게임 채널링 서비스를 실시하였다.
2008년 1월 22일에 세컨드 오픈 베타란 이름의 대규모 업데이트를 거친 뒤, 같은 해 3월 13일에 모회사 싸이칸 게임스를 통해 일본에서의 오픈 베타 서비스를 실시하였다. 언어현지화에 따른 페이퍼 돌의 목소리를 맡은 성우는 다음과 같다.
- 카지 유키 - 하야테, 후드
- 후지타 사키 - 티나(오리지널 네임 : 나리)
- 하세가와 아키코 - 미리(오리지널 네임 : 달래), 아루루
- 쿠와하라 케이치 - 사이러스, 밤
- 오카자키 마사히로 - 도돈, 가이
- 나카무라 에리코 - 테리시아

하지만, 한달이 지나가도 전인 2008년 3월 31일, 싸이칸 게임스는 흥행부진 및 중화인민공화국을 포함하여 다른 나라에서의 라이선스 체결이 되지 않아 매출이 악화되자, 일본에서의 온라인 게임 사업의 정리를 발표하였다. 그에 따라 2008년 6월 10일 화요일에 대한민국에서의 서비스가 종료되었고 일본에서는 2008년 3월 31일에 서비스가 중단되었으나, 사이칸 게임스로부터 게임팟이 4월 28일 판권과 게임을 양도받고, 게이머와 Q&A로 질의를 받으면서 7~8월 안에 서비스 재개에 대해 통지할 것을 공식 사이트를 통해 5월 30일에 발표하였다. 그러나 예상외로 조금 늦은 12월 4일에 테스트 서비스를 개방하였으며, 판권 양도와 함께 성우진에도 약간의 변동이 생겼다. 서서히 인지도가 오르며 일본에서 안정세를 찾아 갔으며, 일본 FPS순위에서 2위를 차지 하기도 하였다.
- 호시 소이치로 - 하야테
- 후지타 사키 - 티나(오리지널 네임 : 나리)
- 하세가와 아키코 - 미리(오리지널 네임 : 달래)
- 쿠와하라 케이치 - 사이러스
- 히야마 노부유키 - 가이
- 나카무라 에리코 - 테리시아

이후 2008년 6월 10일에 국내 서비스가 종료되었으며 이후 일본과 대만에서 계속 이어갔으나 결국 서비스가 완전 종료되었다.
게임팟 재팬에서 서비스 하던 게임을 2012년 (주)게임팟 코리아로 자회사를 설립하여 페이퍼맨 개발팀은 국내에서 다시 둥지를 틀게 되었고, 게임팟 재팬이 부분 합병되면서 모회사가 플레이넥스트로 변경되어 2014년 (주)플레이넥스트코리아로 사명이 변경되었다.

### 시간대
- 게임 첫 공개 - 2005년 1월 11일, 지스타 2005
- 1차 포커스 테스트 - 2007년 4월 5일 ~ 4월 8일
- 프리 오픈 테스트 - 6월 1일 ~ 6월 3일
- 대한민국 오픈 베타 서비스 - 6월 14일
- 대한민국 2차 오픈 베타 서비스 - 2008년 1월 22일
- 일본 클로즈 베타 테스트 - 1월 31일 ~ 2월 10일
- 일본 오픈 어택 - 2월 9일 ~ 2월 10일
- 일본 오픈 베타 서비스 - 3월 14일
- 일본의 1차 서비스 종료 - 4월 31일
- 대한민국 서비스 종료 - 6월 10일
- 일본의 테스트 서비스(서비스 재개) - 12월 4일
- 일본의 2차 서비스 종료 - 2016년 12월 26일

## 참조
1. ↑  나카노 신지 (2008년 3월 17일). “サイカンゲームズ、WIN「ペーパーマン」キャラクタボイスを担当する声優陣を公開” (일본어). 게임 와치. 2008년 5월 14일에 원본 문서에서 보존된 문서. 2008년 6월 15일에 확인함.
2. ↑  “페이퍼맨, 국내 서비스 6월10일 종료”. 디스이즈게임. 2008년 5월 2일. 2008년 6월 15일에 확인함.[깨진 링크(과거 내용 찾기)]